# Zastava Armenije
Zastava Armenije (armenski: Եռագույն, izgovor: jeragujn) je vodoravna trobojnica, s crvenom bojom na vrhu, plavom u sredini i narančastom na dnu. Zastavom Armenije proglašena je 24. kolovoza 1990. Također je bila zastavom Armenije u vrijeme Demokratske Republike Armenije i Republike Gorske Armenije između 1918. i 1921.

## Dizajn
Zastavu Armenije dizajnirao je Stepan Malkasjanc (1857. – 1947.), armenski akademik, filolog, lingvističar i leksikograf. Armenski državni institut za standarde izdao je specifikacije o izradi i bojama armenske državne zastave.
| Scheme  | crvena      | plava      | narančasta |
| ------- | ----------- | ---------- | ---------- |
| Pantone | 485         | 286        | 1235       |
| CMYK    | 0-100-100-0 | 100-80-0-0 | 0-35-100-0 |
| RGB     | 217-0-18    | 0-51-160   | 242-168-0  |
| HTML    | #D90012     | #0033A0    | #F2A800    |

## Simbolika
Zakon o državnoj zastavi Armenije kojeg je usvojila Narodna skupština Armenije 15. lipnja 2006. jasno je odredio simboliku armenske zastave. U zakonu stoji da crvena boja predstavlja "visočje i stalnu borbu armenskog naroda za dugovječnosti, kršćansku vjeru i neovisnost i slobodu Armenije", plava predstavlja "volju armenskog naroda da živi u miru i plavo nebo", dok narančasta predstavlja "kreativni dar i radinost armenskog naroda".
Međutim, postoje i druga tumačenja boja na zastavi Armenije. Tako se nekada zastava Armenije tumači kao duga nad planinom Ararat, neki tumače da crvena predstavlja krvoproliće i da je sva zastava izvedena iz zastave Kraljevine Cilicije.

## Zakonodavstvo
Članak 13. Ustava Republike Armenije od 1995., koji se odnosi na državne simbole, glasi:
Deklaracija o neovisnosti Armenije usvojena je 23. kolovoza 1990., a Zakon o državnoj zastavi Republike Armenije usvojilo je Vrhovno vijeće dan poslije, 24. kolovoza 1990. U tom zakonu odlučeno je da je zastava Armenije pravokutnoga oblika, razmjera 1:2, sastavljena od tri jednake vodoravne pruge, od vrha prema dnu, crvene, plave i narančaste. 
Nakon ustavne reforme od 27. studenog 2005., Narodna skupština Armenije usvojila je novi Zakon o državnoj zastavi Armenije 15. lipnja 2006. kojega je potpisao tadašnji predsjednik Robert Kočarjan 4. srpnja 2006.

## Povijest
U vrijeme vladavine Tigrana Velikog (95. pr. Kr. – 56. pr. Kr.) zmaj sa sedmicom bio je armenski grb.
Za vrijeme vladavine Arsakida (62. – 428.) prihvaćen je novi grb – jednoglavi orao koji drži zmiju u kandžama.
Od kraja 4. stoljeća i početka 7. stoljeća, Armenija je uglavnom bila pod perzijskom vlašću, a manji su dijelovi bili pod Bizantom. Perzijski dio Armenije nazvan je Perzo-Armenija. U to vrijeme Perzijanci su nastojali u Armeniji, koja je već bila kršćanska, sprovesti obožavanje vatre. Zbog toga se dogodilo nekoliko vjerskih ratova i bitaka, među kojima je najvažnija Bitka kod Avarajra iz 451. u kojoj su kršćani s Kavkaza pod zastavom Mamikonjana ratovali protiv Perzijaca. Nakon ovoga je križ Armencima postao znak identifikacije i otpora okupatorima.
Armenski povjesničari rekonstruirali su zastavu dinastije Mamikonjan (4. – 9. stoljeće). Na njoj se nalazio bijeli dvoglavi orao koji je držao životinju u kandžama. Bijeli orao se nalazio na crvenoj pozadini. Grb je rekonstruiran uz pomoć skulptura u drevnim crkvama. Najstariji prikaz zastave nalazi se na žbuki crkve iz 7. stoljeća u selu Dseg na sjeveru Armenije. Zastavu Mamikonjana spominje i Faust Bizantski u svome djelu Povijest Armenije iz 5. stoljeća. Zastava Mamikonjana koji su dali najpoznatije vladare srednjovjekovne Armenije, možda je i najznačajnija armenska zastava.
U 9. stoljeću Armenija je stekla neovisnost, a tada je njome zavladala dinastija Bagratida. Bagratidska zastava bila je zastavom Armenije sve do 11. stoljeća.
Stari armenski jezik je teško prevesti. Međutim, Faust u svome djelu navodi orla koji drži luk. Rekonstrukcijom je otkriveno da je pozadina bila crvene boje. Također, u Povijesti Armenije navodi se da je "iranski šah poslao nasljednika na prijestolje crvenoga šatora." Slike na crkvi u Dsegu i drugim mjestima mogu ipak biti samo dekorativne prirode.

Armenska Kraljevina Cilicija također je imala svoje zastave. Obično se rekonstrukcijom pokazalo da su bile od ljubičaste tkanine na kojoj su se nalazili križevi. Rekonstrukcija pokazuje mogućnosti, no nije posve vjerodostojna. Naime, kršćanstvo je u Armeniji postalo državna religija 301., međutim, slike iz tog vremena nisu sačuvane.
Postoje opisi zastave iz vremena dinastije Lusignan iz 14. stoljeća koji zastavu opisuju kao bijelu-crvenu-plavu-žutu. Neki armenski povjesničari vjeruju da je bijela boja boja dinastije, a da su ostale tri boje armenske. Lusignani su bili francuska dinastija koja se nastanila u armenskoj Ciliciji. Dinastija je vodila pro-katoličku politiku, no zbog toga je Cilicija prestala postojati. Naime, nakon pada Cilicije, Armenija je bila smrznuta pod turskom vlašću koja je trajala pet stoljeća. Čak su i sveučilišta zatvarana. Nakon raspada Kraljevine Cilicije, kraljevska kruna i državni simboli poslani su na Cipar.
Početkom 16. stoljeća sama riječ "Armenija" bila je zabranjena. Armenska zastava je doživjela istu sudbinu. Međutim, u domoljubnoj armenskoj dijaspori širom Europe počelo je narodno buđenje. Prvi podsticaj nacionalnom buđenju Armenaca dali su armenski benediktinci zvani mekitaristi, pripadnici Armenske Katoličke Crkve. Israel Ori, prvak Armenskog narodnog oslobodilačkog pokreta predstavio je u Nizozemskoj u 18. stoljeću novu armensku zastavu. Tada je prvi put crveno-plavo-narančasta trobojnica upotrijebljena kao armenska zastava. Bila je to zastava temeljena na zastavi dinastije Lusignan, no preuređena, naime, dodana su dva prekrštena mača i 11 osmerokrakih zvijezda.

## Uporaba
Zakonom o državnoj zastavi Armenije određeno je da se državna zastava mora isticati na rezidenciji predsjednika Republike, Narodnoj skupštini, Vladi, Ustavnome sudu, sudovima, Uredu državnog odvjetnika, Uredu pučkoga pravopranitelja, Središnjoj banci, zgradama izvršne vlasti i drugim zgradama vladinih tijela te armenskim zgradama diplomatskih službi u skladu s međunarodnim pravom. Zakonom je određeno da u slučaju ožalošćenja državna zastava bude spuštena na pola koplja s crnom vrpcom na vrhu zastave. Vijoreća zastva mora biti uzdignuta do kraja, čista i nezasjenjena s tim da krajnji dio zastave mora biti minimalno 2.5 metara iznad zemlje.
U Armeniji se Dan državnih simbola Republike Armebije obilježava svakog 15. lipnja. Taj nadnevak je odabran zbog toga što je na taj donesena odluka o državnoj zastavi 2006. Prvi puta se Dan državnih simbola obilježio 15. lipnja 2010.

## Vanjske poveznice
- Armenija na stranicama Flags of the World